# Algade 4
Algade 4 er en dokumentarfilm fra 1973 instrueret af Gunner Petersen efter manuskript af Teddy West.

## Handling
En protest mod et vanvittigt bankbyggeri.